# Christian Peschken
Christian Peschken (* 9. Juni 1955 in Nümbrecht) ist Hörfunkmoderator, Filmproduzent und Medienmanager. 

## Leben
Christian Peschken wuchs in Moers am Niederrhein auf und arbeitete während seiner Dienstzeit bei der Bundeswehr als Rundfunktechniker bei Radio Andernach. Von 1974 bis 1988 moderierte er verschiedene Sendungen beim Hessischen Rundfunk und bei SWF 3 (heute SWR). 1984 erhielt er von der Anstalt für Kabelkommunikation in Ludwigshafen die Lizenz für private Rundfunksendungen. In der Folge war er für verschiedene Sender tätig, unter anderem als Produzent für Radio 4 Rosa Welle (ein Privatsender im Besitz von Blitz Tip Verlag (Frankfurt)), sowie von 1986 bis 1988 als Manager einer Filmproduktionsfirma.

### Filmproduzent
1989 siedelte Peschken nach Hollywood um, wo er als Produzent für mehrere Low-Budget-Filme tätig war. 1997 produzierte er die US-deutsche Coproduktion Herzflimmern (für das ZDF) unter anderem mit Maria Furtwängler, Ursula Buschhorn und Carol Campbell. Die Handlung basiert auf einem Roman von Barbara Wood. Aus demselben Jahr ist Babyhandel Berlin – Jenseits aller Skrupel, mit Paul Winfield und Cliff Robertson, eine Koproduktion mit Hallmark Fernsehen (USA) und Pro 7.
Zwischen 2000 und 2003 war Peschken für mehrere amerikanische Fernsehsender tätig, darunter der christliche Jugend- und Musiksender JC-tv, der zum Trinity Broadcasting Network Channel gehört.

### Bekehrung und „christliches Medienengagement“
Durch das Trinity Broadcasting Network erlebte er eine Bekehrung, zunächst jedoch ohne sich jedoch einer christlichen Kirche anzuschließen. Er hatte die Idee, ein ähnliches Fernsehprojekt in Deutschland aufzubauen. Ende 2007 beeinflussten ihn Sendungen des katholischen Fernsehnetzwerks EWTN so stark, dass er mit seiner Frau Patricia der katholischen Kirche beitrat. Zu seiner Motivation äußerte er:  „Für mich war dies nicht so sehr eine Wahl, sondern eine notwendige Folge, basierend auf dem, was ich gelernt hatte über die Herkunft, die Lehren und die Fülle der katholischen Kirche.“
Seit 2004 versucht Peschken, basierend auf seinen Medienerfahrungen in den USA, einen christlichen Fernsehsender in Deutschland zu gründen. Er schloss ein Kooperationsabkommen mit Daystar Television Network, einem weltweiten christlichen Fernsehnetzwerk, um Daystar Television Deutschland  als eine deutsche Sprachversion des Senders aufzubauen. Peschken beantragte bei der Landeszentrale für Medien und Kommunikation (LMK)  in Baden-Württemberg eine Rundfunklizenz. Eine Stellungnahme der KEK (Kommission zur Ermittlung der Konzentration im Medienbereich) sah jedoch die Gefahr eines religiös-werblichen Programms im Stil amerikanischer Teleevangelisten. Die Lizenz wurde daraufhin verweigert. 
Er gründete dennoch die Firma Trinity TV und erhielt von der Bayerischen Landeszentrale für neue Medien am 11. November 2006 eine Sendelizenz für den Standort Unterföhring bei München, als bereits Kooperationen mit Medienpartnern vereinbart waren. In dieser Zeit veröffentlichte er mehrere Offene Briefe auf seiner Webseite, in denen er das Konzept seines Senders darstellte, und wonach bereits einige Sendungen aus dem amerikanischen Programm von Daystar „lippensynchronisiert“ worden sein sollen. Bedingt durch die Auflagen der BLM, die ein Programm im Stil amerikanischer Teleevangelisation verhindern sollten, gelang es Peschken offenbar nicht, Geldgeber und Sponsoren für seine ambitionierten Pläne zu finden. Kurz danach kündigte er Daystar die Kooperation. 
Peschken richtete anschließend seine Fernsehpläne neu aus und gründete Global Faith Television Network Ltd. (GFTN) mit Sitz in London. Der Slogan lautete „We are family“ (Wir sind Familie). Ein neuer Starttermin im Laufe des Jahres 2009 verstrich erneut. Peschken verfolgt das Projekt vermutlich nicht mehr aktiv, von den früheren Webseiten existiert nur noch eine Startseite unter der Domain www.trinitatv.de, als Firmensitz wird nun London angegeben. Er bekannte sich bei der Ausrichtung seines Senders zum Hays Code, einer Definition für die moralisch akzeptable Darstellung besonders von Kriminalität und sexuellen Inhalten in Spielfilmen und anderen Fernsehformaten.
Peschken produziert Anfang 2009 die Radiosendung [K]ein Blatt vor'm Mund mit sieben Episoden. Gesprächspartner der Sendung waren u. a. Michael Holm und Jürgen Fliege.
Seit 2014 arbeitet Peschken als Korrespondent für EWTN aus Europa.
Er lebte mit seiner Frau Patricia zeitweise in Wisconsin in der Nähe des Michigansee.